# Anthony Hilliard
Anthony Hilliard, né le 28 juin 1986, à Fayetteville, en Caroline du Nord, est un joueur américain de basket-ball. Il évolue aux postes d'arrière et d'ailier.

## Palmarès
- Champion de France de Pro B en 2013 (Antibes Sharks)